# Réparation navale Brest
La réparation navale du port de Brest dispose de qualités nautiques remarquables et d'installations performantes. Le port de Brest est le premier centre français de réparation navale en accueillant près de 100 navires par an.
Pour cela, le port de Brest dispose de quais de réparation pour des travaux à flot et trois formes de radoub pour de la maintenance technique de longue durée.

La réparation navale et le port de commerce sont gérés par BrestPort, société portuaire constituée par la Région Bretagne, Brest Métropole et la CCI Finistère.      
La réparation est certifiée ISO 14001.
La réparation navale de Brest est reconnue par la région pour son savoir-faire de la métallurgie et de la réparation.

## Les formes de radoub
La réparation navale dispose de 3 formes de radoub :
- Forme n°1, 225 x 27 m (1910) puis 225 x 34 m (depuis 2008), construite en 1910 et agrandie en 2008.
- Forme n°2, 338 x 55 m, construite en 1968.
- La forme n°3, 420 x 78 m, construite en 1980.
Ces formes sont équipées en eau douce, eau de mer, électricité, air comprimé, etc.

## Les quais de réparations à flot
La réparation navale de Brest dispose de 4 quais de réparations à flot.

## La station de déballastage
La réparation navale de Brest dispose d'une station de déballastage qui reçoit et traite les eaux hydrocarburées des navires.
Le transport de ces eaux peut se faire par camion-citerne ou par pipe-lines (tuyaux reliés des quais de la réparation navale à la station de déballastage).
Après avoir été traitées, ces eaux seront rejetées dans le milieu naturel.
Les résidus de pétrole récupérés seront eux mis en valeur pour raffinage.